# ゲルハルト・シュテック
ゲルハルト・シュテック（Gerhard Stöck、1911年7月28日 - 1985年3月29日）は、ドイツの陸上競技選手。投てきの選手として1936年ベルリンオリンピックのやり投と砲丸投に出場。

## 経歴
シュテックは1936年ベルリンオリンピックのやり投に出場し、71.84mの記録で金メダルを獲得。さらに砲丸投でも15.76mで銅メダルを獲得した。シュテックはさらに1935年の世界学生競技会においてやり投と五種競技、1939年の同大会では砲丸投で金メダルを獲得している。
ドイツ国内の大会でも数多くのタイトルを獲得。1935年に出したやり投での73.96mのドイツ記録はその後19年間破られなかった。砲丸投では、ライバルのハンス・ヴェルケ(Hans Woellke)に阻まれることが多かった。
第二次世界大戦中、ドイツ国防軍陸軍中尉としてスターリングラード攻防戦に参加した。